# گودجوهور
گودجوهور (به ترکی آذربایجانی: Güdəcühür) یک منطقه مسکونی در جمهوری آذربایجان است که در شهرستان صابرآباد واقع شده‌است. گودجوهور ۱۶۹۱ نفر جمعیت دارد.